# IFA Charity Shield
L'Irish FA Charity Shield è una competizione calcistica per club dell'Irlanda del Nord, giocata occasionalmente tra gli anni novanta e i primi anni duemila, e tornata a disputarsi a partire dal 2014. Prendendo spunto dal format dell'FA Community Shield, il trofeo mette di fronte la squadra vincitrice del campionato nordirlandese e la detentrice della Irish Cup, all'inizio della stagione immediatamente successiva.

## Formato
Giocata all'inizio di agosto in una partita secca, dal 1992 al 2000 prevedeva la possibilità di condividere il titolo in caso di parità alla fine dei tempi regolamentari.
A partire dall'edizione 2014 è stato introdotto il ricorso ai calci di rigore in caso di pareggio al termine dei novanta minuti regolamentari, escludendo la possibilità di assegnazioni condivise del trofeo.

## Edizioni
| Data           | Vincitore        | Risultato        | Finalista     | Luogo                   | Note             |
| -------------- | ---------------- | ---------------- | ------------- | ----------------------- | ---------------- |
| 8 agosto 1992  | Glentoran        | 1-1              | Glenavon      | Windsor Park, Belfast   | Titolo condiviso |
| 10 agosto 1993 | Bangor           | 1-1              | Linfield      | Windsor Park, Belfast   | Titolo condiviso |
| 3 agosto 1994  | Linfield         | 2-0              | Bangor        | Windsor Park, Belfast   |                  |
| 8 agosto 1998  | Cliftonville     | 1-0              | Glentoran     | The Oval, Belfast       |                  |
| 8 agosto 1999  | Portadown        | 2-1              | Glentoran     | Mourneview Park, Lurgan |                  |
| 5 agosto 2000  | Linfield         | 2-0              | Glentoran     | Windsor Park, Belfast   |                  |
| 2 agosto 2014  | Cliftonville     | 0-0 (4-2 d.c.r.) | Ballymena Utd | Solitude, Belfast       |                  |
| 1º agosto 2015 | Glentoran        | 1-0              | Crusaders     | Solitude, Belfast       |                  |
| 30 luglio 2016 | Glenavon         | 1-0              | Crusaders     | Solitude, Belfast       |                  |
| 5 agosto 2017  | Linfield         | 3-1              | Coleraine     | The Oval, Belfast       |                  |
| 6 agosto 2022  | Crusaders        | 2-0              | Linfield      | Windsor Park, Belfast   |                  |
| 1º luglio 2023 | Crusaders        | 2-0              | Larne         | Inver Park, Larne       |                  |
| 5 luglio 2024  | Larne            | 2-1              | Cliftonville  | Inver Park, Larne       |                  |
| 4 luglio 2025  | Dungannon Swifts | 0-0 (5-3 d.c.r.) | Linfield      | Windsor Park, Belfast   |                  |

### Performance per club
| Club             | Vittorie (assolute/condivise) | Sconfitte | Partecipazioni | Edizioni vinte (* titolo condiviso) | Edizioni perse   |
| ---------------- | ----------------------------- | --------- | -------------- | ----------------------------------- | ---------------- |
| Linfield         | 4 (3/1)                       | 2         | 4              | 1993*, 1994, 2000, 2017             | 2022, 2025       |
| Cliftonville     | 2 (2/0)                       | 1         | 3              | 1998, 2014                          | 2024             |
| Glentoran        | 2 (1/1)                       | 3         | 5              | 1992*, 2015                         | 1998, 1999, 2000 |
| Crusaders        | 2 (2/0)                       | 2         | 4              | 2022, 2023                          | 2015, 2016       |
| Glenavon         | 2 (1/1)                       |           | 2              | 1992*, 2016                         |                  |
| Portadown        | 1 (1/0)                       |           | 1              | 1999                                |                  |
| Bangor           | 1 (0/1)                       | 1         | 2              | 1993*                               | 1994             |
| Larne            | 1 (1/0)                       | 1         | 2              | 2024                                | 2023             |
| Dungannon Swifts | 1 (1/0)                       | 1         | 0              | 2025                                |                  |
| Ballymena Utd    | 0                             | 1         | 1              |                                     | 2014             |
| Coleraine        | 0                             | 1         | 1              |                                     | 2017             |